# فيديريكو بيليجرينو
فيديريكو بيليجرينو (مواليد 1 سبتمبر 1990) هو لاعب تزلج ريفي إيطالي.

## وصلات خارجية
- فيديريكو بيليجرينو على موقع الاتحاد الدولي للتزلج (التزلج الريفي) (الإنجليزية)
- فيديريكو بيليجرينو على موقع اللجنة الأولمبية الدولية (الإنجليزية)
- فيديريكو بيليجرينو على موقع أوليمبيديا (الإنجليزية)
- فيديريكو بيليجرينو على موقع اللجنة الأولمبية الإيطالية (الإيطالية)